# DanMachi
DanMachi : La Légende des Familias, connue au Japon sous le titre Dungeon ni deai o motomeru no wa machigatteiru darō ka (ダンジョンに出会いを求めるのは間違っているだろうか, Danjon ni deai o motomeru no wa machigatteiru darō ka, litt. « Est-ce un tort de chercher des rencontres romantiques dans un donjon ? ») abrégée en DanMachi (ダンまち) et sous-titré en anglais Familia Myth, est une série de light novel écrite par Fujino Ōmori et illustrée par Suzuhito Yasuda.
Elle est publiée au Japon depuis janvier 2013 par SB Creative sous sa marque de publication GA Bunko. La version française est publiée par Ofelbe depuis juin 2016.
Trois adaptations manga sont publiées. Une adaptation en série télévisée d'animation produite par le studio J. C. Staff est diffusée entre avril et juin 2015 sur Tokyo MX au Japon. Une deuxième saison est diffusée entre juillet et septembre 2019. Une troisième saison est aussi diffusée entre octobre et décembre 2020, une quatrième saison a commencé en 2022 et cinquième saison est sortie en octobre 2024 où il y a deux parties dont la deuxième est prévue pour le mois de février 2025. Un film d'animation intitulé DanMachi: Arrow of the Orion est sorti le 15 février 2019 au Japon.
Une série dérivée de light novel et son adaptation manga, intitulée Sword Oratoria (ソード・オラトリア, Sōdo Oratoria), sont en cours de publication. Une adaptation en anime est diffusée entre avril et juillet 2017. Une seconde série dérivée, intitulée Familia Chronicle (ファミリアクロニクル, Famiria Kuronikuru), est publiée depuis mars 2017 ; son adaptation était publiée entre février 2017 et octobre 2018. 

## Synopsis
Communément désignée comme le « Donjon » (ダンジョン, Danjon), la ville d'Orario gérée par sa Guilde (ギルド, Girudo), dispose d'un énorme labyrinthe souterrain dans lequel apparaît régulièrement une palanquée de monstres, allant de gobelins à des dragons.
Les dieux, ayant décidé il y a longtemps de vivre parmi les mortels, donnent leurs « Falna » (bénédictions) à ceux ayant le courage et les qualités requises pour parcourir le Donjon : ces élus deviennent alors aventuriers (冒険者, bōkensha). En éliminant des monstres, ils obtiennent des fragments de cristal qui sont utilisés pour fabriquer des objets magiques, parmi tant d'autres trésors ; néanmoins, ils peuvent également être échangés contre de la monnaie.
Les habitants d'Orario peuvent rejoindre des groupes appelés « Familia » (ファミリア, Famiria) qui remplissent diverses fonctions, allant de l'exploration du Donjon à la confection d'objets ou encore, la participation à la vie active de la cité ainsi que des services d'utilité publique. Chacune de ces Familia est nommée d'après la divinité l'ayant fondée et sert cette dernière. À la manière des jeux vidéo de rôle, les aventuriers sont distingués par leur orientation ainsi que leur niveau, qu'ils augmentent par leurs entraînements et des quêtes, et gagnent des capacités en fonction de leurs prouesses.
L'histoire suit celles de Bell Cranel, jeune novice aspirant à trouver l'amour et devenir le meilleur aventurier, et de sa petite déesse Hestia, divinité solitaire à la recherche d'adeptes pour créer sa Familia.

## Personnages

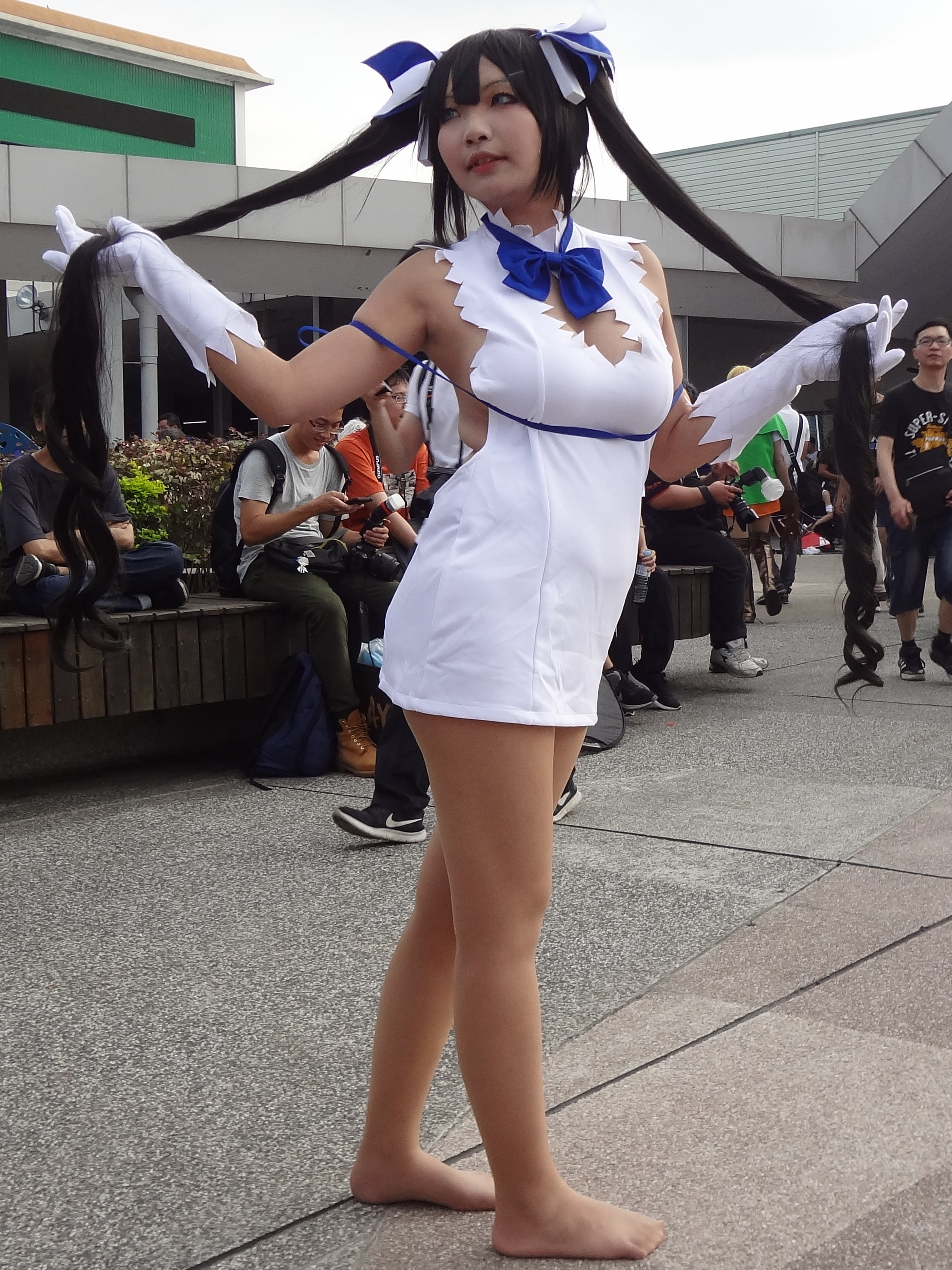
Cosplay d'Hestia durant la Petit Fancy 28 à Taipei (Taiwan).

Le héros de l'histoire, Bell Cranel, est un jeune aventurier aux cheveux blancs et aux yeux rouges, souvent comparé à un lapin pour son apparence. Il se caractérise par son courage, sa générosité et sa volonté de devenir un héros. Au début de l'histoire, il est le seul membre de la Familia d'Hestia. Cette dernière est une petite déesse aux yeux bleus, qui le soutient dans ses aventures. Après avoir quitté sa tâche sur l'Olympe de garde du feu sacré, elle a fondé sa Familia en recrutant Bell.
Lors d'une de ses premières aventures dans le donjon, Bell fait la rencontre d'Aiz Wallenstein, une talentueuse aventurière appartenant à la Familia de Loki, qui lui sauve la vie. Par son grand talent, elle est surnommée « la princesse à l'épée ». Elle possède un corps fin, des cheveux blonds et est considérée comme étant d'une grande beauté. Bell tombe rapidement amoureux de sa sauveuse et tentera de se rapprocher d'elle.
Au fil, de l'histoire, la Familia d'Hestia s'agrandit avec le recrutement de Lili, une petite porteuse ; Welf, un forgeron ; Mikoto, une aventurière se battant avec un katana et Haruhime, une femme-renard disposant du pouvoir de renforcer ses alliés.
Dans la cinquième saison de Danmachi , le personnage principal "Bell" est plus mature est bien plus fort qu'il l' était avant et bien sachant qu'il maintenant niveau 5 dans l'ordre des aventurier ( source : Light Novel "is it wrong to try to pick up girl in a dungeon vol.19")[pas clair]

## Production et supports

### Light novel

#### Série principale

Logo original de la série.

Fujino Ōrimori avait présenté l'histoire sous le titre « Familia Myth » (ファミリア・ミィス) pour la 4e édition du GA Bunko Award, où il a remporté le Grand prix en 2012 et a reçu une offre de publication. La série est ainsi publiée avec des illustrations de Suzuhito Yasuda par SB Creative sous sa marque de publication GA Bunko depuis janvier 2013 ; elle est à ce jour composée de vingt volumes.
En février 2016, Ofelbe a annoncé la version française de la série sous le titre DanMachi : La Légende des Familias et dont le premier volume est publié en juin 2016,. Elle est aussi publié en Amérique du Nord par Yen Press depuis décembre 2014.

#### Séries dérivées
Une série dérivée intitulée « Dungeon ni deai o motomeru no wa machigatteiru darō ka gaiden: Sword Oratoria » (ダンジョンに出会いを求めるのは間違っているだろうか外伝 ソード・オラトリア, Sōdo Oratoria), avec des illustrations de Kiyotaka Haimura, est publiée depuis le 15 janvier 2014. Elle se concentre sur le personnage d'Aiz Wallenstein et de son entourage. Quinze tomes sont commercialisés.
Du 21 janvier au 16 juin 2016, une petite histoire centrée sur Ryū Lion était publiée sur le site Gangan Online sous le titre Dungeon ni deai o motomeru no wa machigatteiru darō ka Ryū gaiden: Grand Casino o buttsubuse! (ダンジョンに出会いを求めるのは間違っているだろうかリュー外伝 グラン・カジノをぶっつぶせ！, Ryū gaiden: Guran Kajino o buttsubuse!),. Une publication physique de l'histoire est sortie le 15 mars 2017 avec des illustrations de Nilitsu et est renommée à l'occasion en Dungeon ni deai o motomeru no wa machigatteiru darō ka: Familia Chronicle (ダンジョンに出会いを求めるのは間違っているだろうか ファミリアクロニクル, Famiria Kuronikuru) et sous-titrée episode Ryū (episodeリュー),. Il s'agit d'une série d'histoires parallèles plus approfondies sur des personnages qui ne retiennent pas autant l'attention dans les intrigues principales de DanMachi et de Sword Oratoria. Un deuxième roman Familia Chronicle, cette fois-ci centré sur Freya, est sorti en décembre 2019.

### Bande dessinée
Une adaptation en manga par Kunieda est lancée dans le 16e numéro de 2013 du magazine de prépublication de seinen manga Young Gangan, paru le 2 août 2013. Elle est également publiée sur le site Gangan Online. Taisei Yamachi a remplacé Kunieda depuis le 6 septembre 2019,. Les chapitres sont rassemblés et édités dans le format tankōbon par Square Enix avec le premier volume publié en décembre 2013 ; la série compte à ce jour onze volumes tankōbon. La version française est publiée par Ototo depuis septembre 2017 sous le titre DanMachi : La Légende des Familias.
La série dérivée Sword Oratoria est également adaptée en manga par le dessinateur Takashi Yagi avec le premier chapitre publié dans le numéro de juin 2014 du magazine Monthly Gangan Joker, sorti le 22 mai 2014. De même que la série principale, elle est publiée sur le site Gangan Online. Le premier volume relié est publié par Square Enix en novembre 2014 ; trente-et-un tomes sont commercialisés à ce jour. Une version française est publiée par Ototo depuis juillet 2020 sous le titre DanMachi : Sword Oratoria.
Annoncée en novembre 2016, Hinase Momoyama a adapté en manga le premier roman de la seconde série dérivée Familia Chronicle, episode Ryū, qui est publiée entre le 23 février 2017 et le 25 octobre 2018 sur le site Gangan Online,. Cette série est composée au total de 6 volumes tankōbon. Une traduction française par Ototo commencera à paraître le 25 juin 2021.
Une série de yonkoma manga par Masaya Takamura, intitulée Dungeon ni deai o motomeru no wa machigatteiru darō ka 4koma: Kamisama no nichijō (ダンジョンに出会いを求めるのは間違っているだろうか4コマ【神様の日常】), est publiée sur le site Gangan Online du 14 août 2014 au 14 mai 2015,. Une suite est aussi sortie entre le 19 mai 2016 au 18 mai 2017,. Au total, deux volumes tankōbon composent cette série,.
DanMachi 4koma: Somosomo Dungeon ni moguru no ga machigaide wanai darō ka (ダンまち4コマ そもそもダンジョンにもぐるのが間違いではないだろうか) est une série de yonkoma réalisée par Choboraunyopomi, elle est publiée dans le magazine Young Gangan entre le 7 novembre 2014 et le 5 juin 2015,. Une suite est publiée entre le 15 avril 2016 et le 17 février 2017,. Au total, deux volumes tankōbon composent cette série,.

### Adaptation animée

#### Séries d'animation
L'adaptation en une série télévisée d'animation est annoncée par Yoshitsugu Matsuoka lors d'un direct sur Nico Nico en octobre 2014,. Elle est réalisée par Yoshiki Yamakawa au sein du studio J. C. Staff avec un scénario de Hideki Shirane, des character designs de Shigeki Kimoto, une bande originale composée par Keiji Inai et la société Genco est créditée pour la production de la série. La série est diffusée pour la première fois au Japon entre le 4 avril et le 27 juin 2015 sur Tokyo MX, et un plus tard sur KBS, TVA, AT-X, BS11 et SUN. Elle adapte les 5 premiers romans de la série. Le générique d'ouverture, Hey World, est interprété par Yuka Iguchi et le générique de fin, RIGHT LIGHT RISE, par Kanon Wakeshima. Un OAV est sorti le 7 décembre 2016 et se passe après les événements de l'épisode 13,.
Une deuxième saison a été annoncée le 18 février 2018 lors du GA Bunko 2018 Happyō Stage. Mis à part Hideki Tachibana qui remplace Yoshiki Yamakawa pour la réalisation de la seconde saison, le reste de l'équipe de production et les seiyū reprennent leurs rôles. Elle est diffusée pour la première fois au Japon entre le 13 juillet et le 28 septembre 2019 sur Tokyo MX, KBS, SUN, BS11, AT-X et TVA,. Le générique d'ouverture, HELLO to DREAM, est encore interprété par Iguchi et le générique de fin, Sayakana Shukusai (ささやかな祝祭), par Sora Tob Sakana. Un épisode spécial, dit « 0 », est diffusé le 6 juillet 2019 ; il s'agit d'un résumé de la première saison. La série est commercialisée sous la forme de 12 épisodes répartis dans quatre coffrets Blu-ray.
Après la diffusion du dernier épisode de la deuxième saison, une troisième saison est annoncée pour l'été 2020. Un nouvel OAV a également été révélé par la même occasion, qui est sorti le 29 janvier 2020. Initialement prévue pour juillet 2020, le comité de production a annoncé fin mai 2020 que la diffusion de cette saison est reportée vers octobre 2020 ou à une date ultérieure en raison des mesures prises contre la pandémie de Covid-19 au Japon affectant la production de cette dernière. Elle est diffusée entre le 3 octobre et le 19 décembre 2020 au Japon sur Tokyo MX, KBS, SUN et BS11, et un peu plus tard sur AT-X. Le générique d'ouverture, Over and Over, est encore interprété par Iguchi et le générique de fin, Evergreen, par sajou no hana. Cette saison est composée de 12 épisodes répartis dans quatre coffrets Blu-ray. Après la diffusion du dernier épisode de la série, le 19 décembre 2020, il a été annoncé qu'un OAV est en cours de production dont la sortie est prévue pour le 28 avril 2021.
Warner Bros. Japan révèle fin janvier 2021 qu'une quatrième saison est en cours de production pour 2022,. Le gros de l'équipe des saisons précédentes est de retour. L'auteur original, Fujino Ōmori, supervise le scénario aux côtés d'Hideki Shirane. Les 11 premiers épisodes de la 4e saison sont diffusés entre le 23 juillet 2022 et le 1er octobre 2022. Le premier générique d'ouverture, Tentō (), est également interprété par sajou no hana et le premier générique de fin, Guide, par Saori Hayami. La série continue le 7 janvier 2023 et se termine le 18 mars 2023 avec 11 autres épisodes, montant le total d'épisodes de la 4e saison à 22. Le second générique d'ouverture, Shikō (), est inteprété par Saori Hayami et le second générique de fin, Kirikizu (), par sajou no hana.
La production d'une adaptation en une série télévisée d'animation de la série dérivée Sword Oratoria est annoncée le 6 mars 2016 lors du Gangan GA FES.2016 SPRING et est présentée comme le 10e projet pour le 10e anniversaire de GA Bunko dont un site,. Elle est réalisée par Yōhei Suzuki au sein du studio J. C. Staff avec un scénario de Hideki Shirane, des character designs de Shigeki Kimoto et une bande originale composée par Keiji Inai. Celle-ci est diffusée au Japon entre le 15 avril et le 1er juillet 2017 sur Tokyo MX, KBS, SUN et BS11, et un peu plus tard AT-X, TVA,. Le générique d'ouverture, RE-ILLUSION, est interprété par Yuka Iguchi et le générique de fin, day by day, par Kano.
Wakanim (désormais fusionné avec Crunchyroll) détient les droits de diffusion en simulcast et streaming de l'ensemble de la franchise dans les pays francophones,,,. En France, l'éditeur Black Box se charge de la distribution physique des trois saisons, des OAV et de Sword Oratoria,,,.
En novembre 2023, une cinquième saison est annoncée.

#### Film d'animation
Un film d'animation original a été annoncé le 18 février 2018 en même temps que la seconde saison lors du GA Bunko 2018 Happyō Stage. Intitulé DanMachi: Arrow of the Orion (劇場版 ダンジョンに出会いを求めるのは間違っているだろうか -オリオンの矢-, Danjon ni deai o motomeru no wa machigatteiru darō ka: Orion no ya), le film est basé sur un scénario original écrit par l'auteur de la série Fujino Ōmori et est réalisé cette fois-ci par Katsushi Sakurabi toujours au sein de J. C. Staff avec Shigeki Kimoto adaptant de nouveau les character design de Suzuhito Yasuda et accompagné d'une bande originale composée par Keiji Inai,. La chanson thème du film s'intitule Onaji sora no shita de (ja) (おなじ空の下で) et est interprétée par Yuka Iguchi,.

##### Intrigue
Avec l'aide d'Hermes, la déesse Artemis se rend à Orario pour chercher une personne capable de retirer une lance spéciale de son socle. Artemis demande ainsi à Bell, qui a réussi à retirer ladite lance et se fait appeler Orion par cette dernière, d'aller éliminer Antarès, un monstre enfermé par les grands esprits des temps anciens dans les ruines d'Ersos au bout du continent. C'est ainsi que débute leur périple vers les vestiges d'Ersos pour sauver Orario et le monde du danger que représente Antarès et de ce qui se cache derrière son pouvoir.

##### Sortie
Le long-métrage est distribué par Warner Bros. Pictures et est projeté dans les cinémas japonais le 15 février 2019. Une nouvelle est distribuée aux spectateurs lors de la première semaine de projection, du 15 au 21 février 2019 ; intitulée Iroasenu tabiji (色褪せぬ旅路), elle détaille davantage le voyage d'Artemis et du groupe de Bell entrepris en dehors d'Orario dans le film. Une seconde nouvelle est également distribuée du 22 au 28 février 2019 ; intitulée One Love, elle détaille davantage le personnage d'Artemis et son rôle avant le début de l'histoire principale.
En France, le film est projeté une première fois par Wakanim le 2 juin 2019 au Grand Rex à Paris, suivi de plusieurs autres projections dans les différents cinémas Kinépolis, le 9 juin, et d'une dernière au Cinéma Arvor de Rennes, le 16 juin,. Wakanim diffuse aussi le film en streaming depuis fin septembre 2019 dans les pays francophones ; Black Box se charge de la distribution physique du film. Sentai Filmworks projette le long-métrage aux États-Unis depuis le 23 juillet 2019. Il est aussi prévu que DanMachi: Arrow of the Orion sorte dans l'ensemble de l'Amérique du Nord, au Royaume-Uni, Australie, Taïwan, Hong Kong, Corée du Sud, Singapour, Malaisie, Indonésie, Philippines et Thaïlande.

## Accueil
Le tirage total de la série a dépassé les 12 millions d'exemplaires en juin 2019.
La série de light novel est classée 4e dans l'édition de 2014 du guide annuel Kono light novel ga sugoi! de Takarajimasha. Elle est 8e dans l'édition de 2016. Elle se retrouve à la 9e place dans la catégorie bunkobon.
DanMachi a remporté le grand prix du Ranobe-suki shoten-in taishō (ラノベ好き書店員大賞, litt. « Prix des light novel préférés des libraires ») selon un sondage des libraires japonais. En 2016, la série est lauréat pour la deuxième édition du Sugoi Japan Award (ja), organisé par le journal Yomiuri shinbun.
La série de light novel est la neuvième série la plus vendue de Book Walker, l'une des plus grandes librairies numériques au Japon, pour le premier semestre de 2019.
Avec 434 034 exemplaires écoulés entre le 19 novembre 2018 et le 17 novembre 2019, DanMachi se place 7e du classement de l'Oricon des light novel les plus vendus en 2019.